# Elmer (Nueva Jersey)
Elmer es un borough ubicado en el condado de Salem en el estado estadounidense de Nueva Jersey. En el año 2010 tenía una población de 1,395 habitantes y una densidad poblacional de 584 personas por km².

## Geografía
Elmer se encuentra ubicado en las coordenadas 39°35′31″N 75°10′21″O / 39.59194, -75.17250.

## Demografía
Según la Oficina del Censo en 2000 los ingresos medios por hogar en la localidad eran de $46,172 y los ingresos medios por familia eran $58,438. Los hombres tenían unos ingresos medios de $39,896 frente a los $27,583 para las mujeres. La renta per cápita para la localidad era de $21,356. Alrededor del 5.3% de la población estaba por debajo del umbral de pobreza.